# Liste des souverains du Kanem
Territoire localisé dans l'État actuel du Tchad.
| Dates                      | Titulaire                 | Notes |
| -------------------------- | ------------------------- | ----- |
| Sultan                     |                           |       |
| de 1947 au 18 juillet 2010 | Alifa Ali Zezerti, Sultan |       |
| de 2010 à aujourd'hui      | Mouta Ali Zezerti, Sultan |       |

## Précisions
Alifa Ali Zeterti  regna du 27 septembre 1947 au 18 juillet 2010